# Patrick Norguet
Patrick Norguet, né le 15 juin 1969 à Tours, est un designer français.

## Parcours artistique
Patrick Norguet, né à Tours, en France, l'année 1970, est formé à l’École supérieure de design industriel (ESDI). Après l'obtention de son diplôme, il commence sa carrière professionnelle chez Louis Vuitton.
En 2000, l'entreprise Cappellini édite la Rainbow chair qui le fait connaître. L’œuvre fait aujourd'hui partie des collections du MoMA. Il collabore ensuite avec des designers de mobilier haut de gamme ou des marques grand public à l'instar de Mc Donald's, Petit Bateau.

## Style
Ses réalisations sont marquées par un dessin épuré et la « technologie invisible ». Il s'inspire d'usines, d'ateliers et des matériaux que les artisans utilisent,. Selon lui, le design doit rester industriel en répondant aux enjeux des entreprises et du développement durable, tout en provoquant une part de rêve chez les observateurs.

## Œuvres
De 2000 à 2020, Patrick Norguet a créé plusieurs œuvres pour diverses enseignes commerciales. Ses créations de fauteuils, chaises, tables et lampes sont proposées à la vente par des marques telles que Tacchini, Artifort, Alias Design, Kristalia, Cassina et Tolix[réf. nécessaire]. Patrick Norguet a aussi collaboré avec la chaîne d'hôtellerie OKKO Hotels, les entreprises Hermès International, Dior et Lancel.

## Récompenses
Durant les années 2000 et 2010, Patrick Norguet a reçu diverses récompenses pour ses créations artistiques.
- Exposition au musée d'Art moderne de Miami pour la Rainbow chair, Cappellini 2004
- Grand prix du Design de la Ville de Paris 2005[1]
- Designer de l’année NOW, Maison & objet Paris 2005[1],[8]
- International Design Awards, Elle Deco, 2005
- Designplus Award, Frankfurt, pour la collection Mono, Flaminia 2007
- Designers Days Awards, pour le fauteuil Fly, Offect 2010[9]
- Muuuz International Awards pour la version outdoor de la chaise T14, Tolix 2014[10],
- GQ Hommes de l'année, Designer de l'année 2014[11]
- Chevalier de l'Ordre des Arts et des Lettres, 2015
- German Design Award, pour Naive Slimtech, Lea Ceramiche 2017
- Muuuz International Awards, pour la chaise Fox, Pedrali 2017